# Reichstagswahlkreis Königreich Württemberg 12

Die Wahlkreisaufteilung des Deutschen Reichs.

Der Reichstagswahlkreis Königreich Württemberg 12 (in der reichsweiten Durchnummerierung auch Reichstagswahlkreis 319; auch Reichstagswahlkreis Gerabronn-Künzelsau genannt) war der zwölfte Reichstagswahlkreis für das Königreich Württemberg für die Reichstagswahlen im Deutschen Reich und zum Zollparlament von 1868 bis 1918.

## Wahlkreiszuschnitt 1868
Bei der Zollparlamentswahl 1868 umfasste der Wahlkreis Königreich Württemberg 12 die Oberämter Cannstatt, Ludwigsburg, Leonberg und Waiblingen. Dieser Landesteil lag ab 1871 in den Reichstagswahlkreisen Königreich Württemberg 2 und 4. Der Wahlkreis für die Oberämter Crailsheim, Gerabronn, Künzelsau und Mergentheim verteilten sich hingegen 1868 auf die Wahlkreise Königreich Württemberg 8 und 9. Um die räumliche Kontinuität besser abzubilden, zeigt dieser Artikel für die Wahl 1868 daher die Ergebnisse des Wahlkreises Königreich Württemberg 8.

## Wahlkreiszuschnitt ab 1871
Der Wahlkreis umfasste die Oberämter Crailsheim, Gerabronn, Künzelsau und Mergentheim.
| Jahr | Einwohner |
| ---- | --------- |
| 1890 | 115.123   |
| 1895 | 112.238   |
| 1900 | 109.487   |
| 1905 | 108.654   |
| 1910 | 108.383   |

|      | Landwirtschaft | Industrie und Gewerbe | Handel und Dienstleistungen |
| ---- | -------------- | --------------------- | --------------------------- |
| 1895 | 73,2           | 17,3                  | 9,4                         |
| 1907 | 73,3           | 17,1                  | 9,6                         |

|      | Evangelisch | Katholisch |
| ---- | ----------- | ---------- |
| 1890 | 74,7        | 23,1       |
| 1905 | 74,8        | 23,3       |
| 1910 | 74,8        | 23,5       |

Un Württemberg trat die NLP als Deutsche Partei auf. Die amtliche Statistik führte die Abgeordneten zur Vergleichbarkeit mit den Wahlergebnissen in anderen Teilen Deutschlands als NLP, auch waren die württembergischen Reichstagsabgeordneten Mitglieder der Reichstagsfraktion der NLP. Die Darstellung in diesem Artikel folgt dem.

## Abgeordnete
| Wahl                                    | Abgeordneter                    | Partei                  | Bild |
| --------------------------------------- | ------------------------------- | ----------------------- | ---- |
| Zollparlamentswahl 1868 bis 1871 (WK 8) | Hermann von Mittnacht           | großdeutsch-konservativ |      |
| Reichstagswahl 1871 bis 1881            | Hermann zu Hohenlohe-Langenburg | DRP                     |      |
| Reichstagswahl 1881 bis 1887            | Karl Mayer                      | DtVP                    |      |
| Reichstagswahl 1887 bis 1890            | Fritz von Keller                | DRP                     | 0    |
| Reichstagswahl 1890 bis 1895            | Georg Pflüger                   | DtVP                    | 0    |
| Ersatzwahl 1895 bis 1903                | Wilhelm Augst                   | DtVP                    | 0    |
| Reichstagswahl 1903 bis 1918            | Friedrich Vogt                  | DRP                     |      |

## Wahlen

### 1868
Es fand ein Wahlgang statt. Die Zahl der abgegebenen gültigen Stimmen betrug 7464.
| Kandidat              | Partei                  | Stimmen | in % | Anmerkungen |
| --------------------- | ----------------------- | ------- | ---- | ----------- |
| Hermann von Mittnacht | großdeutsch-konservativ | 6313    | 0    | 0           |

### Ersatzwahl 1869
Nach seiner Ernennung zum Minister legte von Mittnacht das Mandat nieder und es kam zu einer Ersatzwahl am 22. März 1869. Es fand ein Wahlgang statt. Die Zahl der abgegebenen gültigen Stimmen betrug 5882.
| Kandidat              | Partei                  | Stimmen | in % | Anmerkungen |
| --------------------- | ----------------------- | ------- | ---- | ----------- |
| Hermann von Mittnacht | großdeutsch-konservativ | 5766    | 0    | 0           |

### 1871
Es fand ein Wahlgang statt. 21.951 Männer waren wahlberechtigt. Die Zahl der abgegebenen gültigen Stimmen betrug 13.346, 22 Stimmen waren ungültig. Die Wahlbeteiligung betrug 60,9 %
| Kandidat                        | Partei   | Stimmen | in % | Anmerkungen |
| ------------------------------- | -------- | ------- | ---- | ----------- |
| Hermann zu Hohenlohe-Langenburg | DRP      | 8894    | 0    | 0           |
| Retter                          | V        | 8894    | 0    | 0           |
| 0                               | Sonstige | 13      | 0    | 0           |

### 1874
Es fand ein Wahlgang statt. 23.083 Männer waren wahlberechtigt. Die Zahl der abgegebenen gültigen Stimmen betrug 16.360, 29 Stimmen waren ungültig. Die Wahlbeteiligung betrug 71,0 %
| Kandidat                        | Partei   | Stimmen | in % | Anmerkungen |
| ------------------------------- | -------- | ------- | ---- | ----------- |
| Hermann zu Hohenlohe-Langenburg | DRP      | 12.208  | 0    | 0           |
| Vikar Rohr                      | Zentrum  | 4093    | 0    | 0           |
| 0                               | Sonstige | 59      | 0    | 0           |

### 1877
Es fand ein Wahlgang statt. 23.389 Männer waren wahlberechtigt. Die Zahl der abgegebenen gültigen Stimmen betrug 18.232, 48 Stimmen waren ungültig. Die Wahlbeteiligung betrug 78,2 %
| Kandidat                        | Partei   | Stimmen | in % | Anmerkungen        |
| ------------------------------- | -------- | ------- | ---- | ------------------ |
| Hermann zu Hohenlohe-Langenburg | DRP      | 10.262  | 0    | 0                  |
| Leonhard                        | Zentrum  | 4360    | 0    | Rektor (Ellwangen) |
| Retter                          | V        | 3594    | 0    | Posthalter         |
| 0                               | Sonstige | 59      | 0    | 0                  |

### 1878
Es fand ein Wahlgang statt. 24.176 Männer waren wahlberechtigt. Die Zahl der abgegebenen gültigen Stimmen betrug 14.764, 39 Stimmen waren ungültig. Die Wahlbeteiligung betrug 61,2 %
| Kandidat                        | Partei   | Stimmen | in % | Anmerkungen        |
| ------------------------------- | -------- | ------- | ---- | ------------------ |
| Hermann zu Hohenlohe-Langenburg | DRP      | 10.962  | 0    | 0                  |
| Leonhard                        | Zentrum  | 3739    | 0    | Rektor (Ellwangen) |
| 0                               | Sonstige | 63      | 0    | 0                  |

### 1881
Es fanden zwei Wahlgänge statt. 24.311 Männer waren wahlberechtigt. Die Zahl der abgegebenen gültigen Stimmen betrug im ersten Wahlgang 18.637, 50 Stimmen waren ungültig. Die Wahlbeteiligung betrug 76,9 %
| Kandidat                        | Partei   | Stimmen | in % | Anmerkungen |
| ------------------------------- | -------- | ------- | ---- | ----------- |
| Hermann zu Hohenlohe-Langenburg | DRP      | 7535    | 0    | 0           |
| Karl Mayer                      | V        | 7351    | 0    | 0           |
| Ludwig Windthorst               | Zentrum  | 3748    | 0    | 0           |
| 0                               | Sonstige | 3       | 0    | 0           |

Die Zahl der abgegebenen gültigen Stimmen betrug in der Stichwahl 19.548, 27 Stimmen waren ungültig. Die Wahlbeteiligung betrug 80,5 %
| Kandidat                        | Partei | Stimmen | in % | Anmerkungen |
| ------------------------------- | ------ | ------- | ---- | ----------- |
| Hermann zu Hohenlohe-Langenburg | DRP    | 8469    | 0    | 0           |
| Karl Mayer                      | V      | 11.079  | 0    | 0           |

### 1884
Es fand ein Wahlgang statt. 24.289 Männer waren wahlberechtigt. Die Zahl der abgegebenen gültigen Stimmen betrug 18.361, 46 Stimmen waren ungültig. Die Wahlbeteiligung betrug 75,8 %
| Kandidat   | Partei   | Stimmen | in % | Anmerkungen |
| ---------- | -------- | ------- | ---- | ----------- |
| Karl Mayer | V        | 9246    | 0    | 0           |
| 0          | NLP      | 9089    | 0    | 0           |
| 0          | Sonstige | 26      | 0    | 0           |

### 1887
Die Kartellparteien NLP und Konservative einigten sich auf Fritz von Keller als gemeinsamen Kandidaten. Es fand ein Wahlgang statt. 24.615 Männer waren wahlberechtigt. Die Zahl der abgegebenen gültigen Stimmen betrug 21.730, 37 Stimmen waren ungültig. Die Wahlbeteiligung betrug 88,4 %
| Kandidat         | Partei   | Stimmen | in % | Anmerkungen |
| ---------------- | -------- | ------- | ---- | ----------- |
| 0                | V        | 8999    | 0    | 0           |
| Fritz von Keller | NLP      | 12.721  | 0    | 0           |
| 0                | Sonstige | 10      | 0    | 0           |

### 1890
Die Kartellparteien NLP und Konservative einigten sich erneut auf Fritz von Keller als gemeinsamen Kandidaten. Es fanden zwei Wahlgänge statt. 24.292 Männer waren wahlberechtigt. Die Zahl der abgegebenen gültigen Stimmen betrug im ersten Wahlgang 18.868, 20 Stimmen waren ungültig. Die Wahlbeteiligung betrug 77,7 %
| Kandidat          | Partei   | Stimmen | in %   | Anmerkungen |
| ----------------- | -------- | ------- | ------ | ----------- |
| Georg Pflüger     | DVP      | 8361    | 44,3 % | 0           |
| Fritz von Keller  | NLP      | 7590    | 40,3 % | 0           |
| Ludwig Windthorst | Zentrum  | 2878    | 15,3 % | 0           |
| 0                 | Sonstige | 19      | 0,1 %  | 0           |

Vor der Stichwahl rief das Zentrum zum Wahl des linksliberalen Kandidaten auf. Die Zahl der abgegebenen gültigen Stimmen betrug in der Stichwahl 20.603, 36 Stimmen waren ungültig. Die Wahlbeteiligung betrug 84,8 %
| Kandidat         | Partei | Stimmen | in %   | Anmerkungen |
| ---------------- | ------ | ------- | ------ | ----------- |
| Georg Pflüger    | DVP    | 11.493  | 55,9 % | 0           |
| Fritz von Keller | NLP    | 9074    | 44,1 % | 0           |

### 1893
Es fand ein Wahlgang statt. 24.439 Männer waren wahlberechtigt. Die Zahl der abgegebenen gültigen Stimmen betrug 16.243, 22 Stimmen waren ungültig. Die Wahlbeteiligung betrug 66,5 %
| Kandidat         | Partei   | Stimmen | in %   | Anmerkungen |
| ---------------- | -------- | ------- | ------ | ----------- |
| Georg Pflüger    | DVP      | 8754    | 54,0 % | 0           |
| Fritz von Keller | NLP      | 3826    | 23,6 % | 0           |
| Gustav Kittler   | SPD      | 237     | 1,4 %  | 0           |
| Adolf Gröbert    | Zentrum  | 3336    | 20,6 % | 0           |
| 0                | Sonstige | 68      | 0,4 %  | 0           |

### Ersatzwahl 1895
Georg Pflüger legte sein Mandat nieder und es kam zu einer Ersatzwahl am 12. November 1895. Die Kartellparteien stellten keinen Kandidaten auf und riefen zur Wahlenthaltung auf. Es fand ein Wahlgang statt. 24.290 Männer waren wahlberechtigt. Die Zahl der abgegebenen gültigen Stimmen betrug 9089, 62 Stimmen waren ungültig. Die Wahlbeteiligung betrug 37,4 %
| Kandidat         | Partei   | Stimmen | in %   | Anmerkungen |
| ---------------- | -------- | ------- | ------ | ----------- |
| Wilhelm Augst    | DVP      | 5910    | 65,5 % | 0           |
| Carl August Kloß | SPD      | 276     | 3,1 %  | 0           |
| Adolf Gröber     | Zentrum  | 2677    | 29,7 % | 0           |
| 0                | Sonstige | 164     | 1,8    | 0           |

### 1898
NLP, Konservative und BdL unterstützten den BdL-Kandidaten Haug, der ankündigte, sich im Falle seiner Wahl als Hospitant der NLP-Fraktion anzuschließen. Es fanden zwei Wahlgänge statt. 24.551 Männer waren wahlberechtigt. Die Zahl der abgegebenen gültigen Stimmen betrug im ersten Wahlgang 15.225, 34 Stimmen waren ungültig. Die Wahlbeteiligung betrug 62,0 %
| Kandidat      | Partei   | Stimmen | in %   | Anmerkungen            |
| ------------- | -------- | ------- | ------ | ---------------------- |
| Haug          | BdL      | 5250    | 34,6 % | Stadtpfleger, Langenau |
| Wilhelm Augst | DVP      | 5918    | 39,0 % | 0                      |
| Peter Röhrle  | SPD      | 339     | 2,2 %  | Kaufmann, Heilbronn    |
| Adolf Gröber  | Zentrum  | 3668    | 24,1 % | 0                      |
| 0             | Sonstige | 16      | 0,1 %  | 0                      |

In der Stichwahl rief das Zentrum zur Enthaltung auf. Auf kenen Fall sollte der linksliberale Kandidat gewählt werden. Die Zahl der abgegebenen gültigen Stimmen betrug in der Stichwahl 14.312, 26 Stimmen waren ungültig. Die Wahlbeteiligung betrug 58,3 %
| Kandidat      | Partei | Stimmen | in %   | Anmerkungen |
| ------------- | ------ | ------- | ------ | ----------- |
| Haug          | BdL    | 6363    | 44,5 % | 0           |
| Wilhelm Augst | DVP    | 7923    | 55,5 % | 0           |

### 1903
Augst wurde als gesamtliberale Kandidat auch von der NLP unterstützt. Vogt auch von den Konservativen. Es fanden zwei Wahlgänge statt. 25.248 Männer waren wahlberechtigt. Die Zahl der abgegebenen gültigen Stimmen betrug im ersten Wahlgang 18.274, 35 Stimmen waren ungültig. Die Wahlbeteiligung betrug 72,4 %
| Kandidat          | Partei   | Stimmen | in %   | Anmerkungen |
| ----------------- | -------- | ------- | ------ | ----------- |
| Friedrich Vogt    | BdL      | 7000    | 38,4 % | 0           |
| Wilhelm Augst     | DVP      | 5297    | 29,0 % | 0           |
| Friedrich Fischer | SPD      | 1844    | 10,1 % | 0           |
| Adolf Gröber      | Zentrum  | 4081    | 22,4 % | 0           |
| 0                 | Sonstige | 17      | 0,1 %  | 0           |

In der Stichwahl unterstützte das Zentrum Vogt, die SPD Augst. Die Zahl der abgegebenen gültigen Stimmen betrug in der Stichwahl 18.726, 53 Stimmen waren ungültig. Die Wahlbeteiligung betrug 74,2 %
| Kandidat       | Partei | Stimmen | in %   | Anmerkungen |
| -------------- | ------ | ------- | ------ | ----------- |
| Friedrich Vogt | BdL    | 10.184  | 54,5 % | 0           |
| Wilhelm Augst  | DVP    | 8489    | 45,5 % | 0           |

### 1907
Eine Zusammenarbeit des Bülow-Blocks erfolgte nicht. Vogt erhielt neben der Unterstützung von BdL und Konservativen auch die Zustimmung der NLP. Es fanden zwei Wahlgänge statt. 25.753 Männer waren wahlberechtigt. Die Zahl der abgegebenen gültigen Stimmen betrug im ersten Wahlgang 19.443, 34 Stimmen waren ungültig. Die Wahlbeteiligung betrug 75,5 %
| Kandidat       | Partei   | Stimmen | in %   | Anmerkungen            |
| -------------- | -------- | ------- | ------ | ---------------------- |
| Friedrich Vogt | BdL      | 8332    | 42,9 % | 0                      |
| Wilhelm Augst  | DVP      | 5351    | 27,6 % | 0                      |
| Wirth          | SPD      | 1241    | 6,4 %  | Mechaniker, Langenburg |
| Adolf Gröber   | Zentrum  | 4472    | 23,0 % | 0                      |
| 0              | Sonstige | 13      | 0,1 %  | 0                      |

In der Stichwahl verweigerte die SPD dem linksliberalen Kandidaten die Unterstützung. Auch das Zentrum gab keine Wahlempfehlung heraus. Die Zahl der abgegebenen gültigen Stimmen betrug in der Stichwahl 18.226, 120 Stimmen waren ungültig. Die Wahlbeteiligung betrug 70,8 %
| Kandidat       | Partei | Stimmen | in %   | Anmerkungen |
| -------------- | ------ | ------- | ------ | ----------- |
| Friedrich Vogt | BdL    | 9948    | 54,9 % | 0           |
| Wilhelm Augst  | DVP    | 8158    | 45,1 % | 0           |

### 1912
Ahner wurde als gesamtliberaler Kandidat auch von der FoVP unterstützt. Das Zentrum unterstützte Vogt. Es fand ein Wahlgang statt. 26.142 Männer waren wahlberechtigt. Die Zahl der abgegebenen gültigen Stimmen betrug 20.812, 62 Stimmen waren ungültig. Die Wahlbeteiligung betrug 79,6 %
| Kandidat       | Partei   | Stimmen | in %   | Anmerkungen             |
| -------------- | -------- | ------- | ------ | ----------------------- |
| Friedrich Vogt | BdL      | 11.785  | 56,8 % | 0                       |
| Albert Frey    | SPD      | 3038    | 28,5 % | Buchbinder, Stuttgart   |
| Oskar Ahner    | NLP      | 3038    | 14,6 % | Postsekretär, Stuttgart |
| 0              | Sonstige | 12      | 0,1    | 0                       |